# Gebi
Gebi – wieś w Gruzji, w regionie Racza-Leczchumi i Dolna Swanetia, w gminie Oni. W 2014 roku liczyła 296 mieszkańców.